# (805) Гормуция
(805) Гормуция (лат. Hormuthia) — астероид главного пояса, который принадлежит к тёмному спектральному классу С. Он был открыт 17 апреля 1915 года немецким астрономом Максом Вольфом в Гейдельбергской обсерватории и назван в честь жены немецкого астронома Августа Копффа.

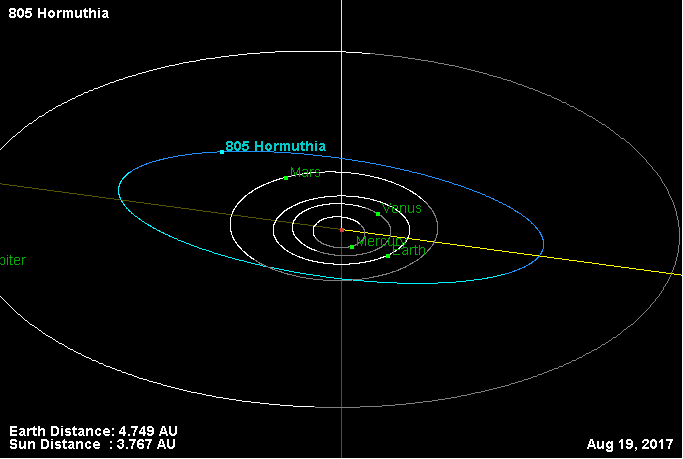
Орбита астероида Гормуция и его положение в Солнечной системе